# Charlie Lake
Charlie Lake est un établissement humain situé dans la province de la Colombie-Britannique, dans le nord-est.